# Joni Huntley
Joni Luann Huntley (McMinnville, Oregon, 1956. augusztus 4. –) amerikai magasugró, az 1976-os és 1984-es olimpiák versenyzője. 1974–1975-ben négy országos rekordot állított fel.

## Fiatalkora
Sheridanben nőtt fel, a Sheridan High Schoolban érettségizett. Az első 183 centiméter magas középiskolás lányként megdöntötte az NFHS rekordját.

## Pályafutása

### Egyetemi
Diplomáit az Oregoni Állami Egyetemen és a Long Beach State-en szerezte. Az OSU-n 190 centiméteres ugrásával rekordot döntött. Később Dave Rodda edző helyettese lett.

### Profi
1981-től az Oregon State Beavers edzőhelyettese volt. Később óvónő, illetve a Portland Track Club edzője volt.

## Családja
A Forest Park-i általános iskola tanára volt. Két lányával Portlandben élnek.

## Fordítás
- Ez a szócikk részben vagy egészben  a   Joni Huntley című angol Wikipédia-szócikk ezen változatának fordításán alapul.  Az eredeti cikk szerkesztőit annak laptörténete sorolja fel. Ez a jelzés csupán a megfogalmazás eredetét és a szerzői jogokat jelzi, nem szolgál a cikkben szereplő információk forrásmegjelöléseként.